# Squamish

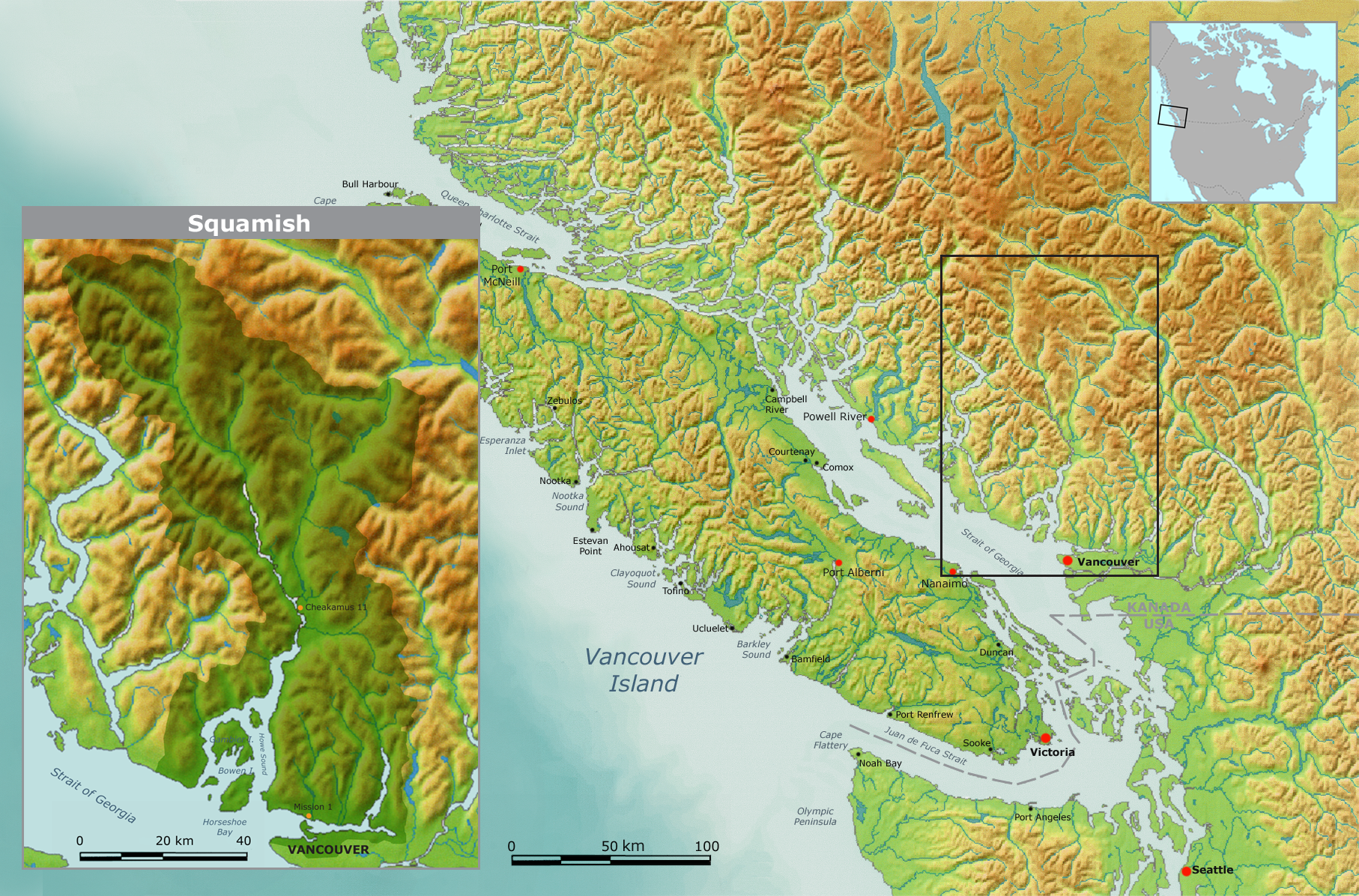
Traditionelles Territorium der Squamish und Hauptreservate

Die Squamish oder Skwxwú7mesh (Ausspracheⓘ [sqʷχʷúʔməʃ]; gelegentlich auch Skewamish geschrieben) sind eine der kanadischen First Nations im Südwesten der Provinz British Columbia. Sie leben in der Region Metro Vancouver und beanspruchen ein traditionelles Territorium von 6732 km². Kulturell sowie sprachlich gehören sie zur Gruppe der Küsten-Salish.
Ihre Sprache, das Squamish/Skwxwu7mesh oder Sḵwx̱wú7mesh snichim (snichim bedeutet „Sprache“), zählt zum Zentralen-Küsten-Salish (Central Coast Salish) der Salish-Sprachen und ist eng verwandt mit dem ɬə́čələsəm / ɬə́čælosəm (Lhéchalosem) der Nooksack (Noxws’áʔaq) und dem Sháshíshálh / She Sháshíshálhem (šášíšáɬəm) der Sechelt (Shishalh).
Im Oktober 2023 zählten zur Squamish Nation (Skwxwú7mesh Úxwumixw) 4527 anerkannte Stammesmitglieder, hiervon leben 2191 in den eigenen Reservaten, die zwischen Howe Sound, Gibson’s Landing und North Vancouver zerstreut sind. 187 weitere leben in anderen Reservaten, außerhalb leben 2148 Squamish. Von ihren einstigen Stammesgebieten von ca. 6732 km² umfassen die heutigen Reservate nur noch 22,97 km².

## Geschichte

### Frühgeschichte
Nach der mündlichen Überlieferung kamen die Sḵwxwú7mesh aus den Orten Chekwelhp und Schenks bei Gibsons an der Sunshine Coast nördlich von Vancouver. Nach der Großen Flut sei das Volk der „Squamish (Sḵwx̱wú7mesh)“ entstanden. Andere Überlieferungen nennen Chiyakmesh am Cheakamus River als Ursprungsort.

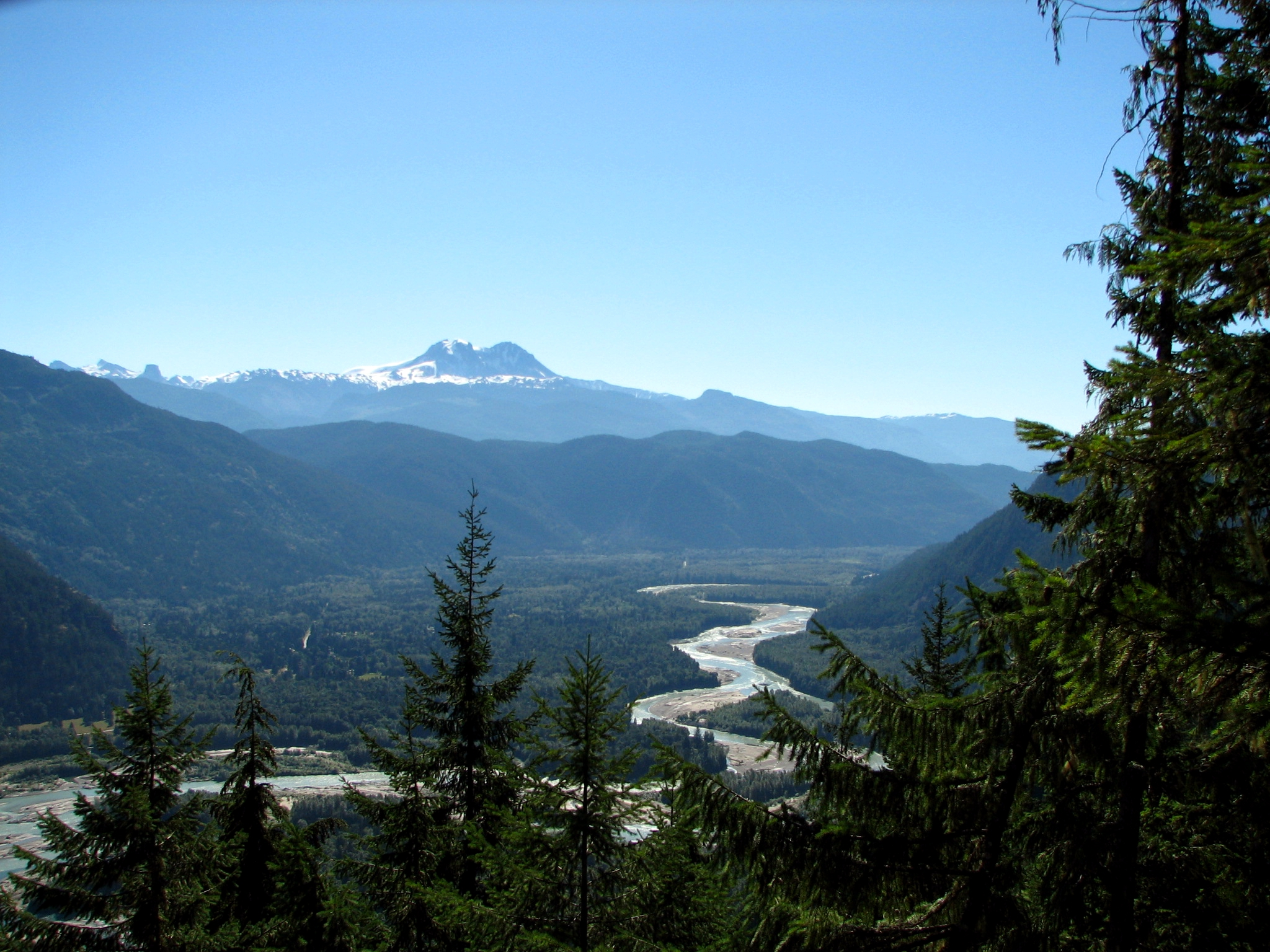
Das Tal des Squamish River

Das traditionelle Territorium der „Squamish (Sḵwx̱wú7mesh)“ reicht von der English Bay und False Creek über Burrard Inlet, den Howe Sound, Roberts Creek an der Sunshine Coast. Hinzu kommt der Ort Squamish, der Cheakamus River, der Elaho und der Mamquam River sowie Whistler. Dazu kommen sich überlappende Gebiete mit den Lower St'at'imc. Wie die meisten Stämme in British Columbia, so haben auch die Squamish – im Gegensatz zu weiten Teilen Kanadas – keinen Vertrag mit Großbritannien oder Kanada abgeschlossen, in dem sie ihr Land abtraten. Daher erscheint ihr Gebiet häufig als nie aufgegebenes oder abgetretenes Gebiet (unceded territory).

### Epidemien, Kontakt mit Europäern
Noch bevor Europäer in Kontakt mit den „Squamish (Sḵwx̱wú7mesh)“ kamen, erreichte eine schwere Pockenepidemie um 1775 die Region. Ihr folgte eine weitere Pockenepidemie in den Jahren 1800–1801, dieser eine Grippewelle von 1836 bis 1837, dann Masern 1847–1848, erneut Pocken 1862. Diese schweren Bevölkerungsverluste führten zu einer erheblichen Veränderung der Kultur.
Die ersten Kontaktaufnahmen mit Europäern fanden Ende des 18. Jahrhunderts statt. Die erste Begegnung fand bei dem nahe der heutigen Stadt Squamish gelegenen Dorf St'a7mes statt. Von diesem Ortsnamen wurde der englische Name Stawamus abgeleitet. Als die Hudson’s Bay Company 1827 Fort Langley errichten ließ, begannen die „Squamish (Sḵwx̱wú7mesh)“ im folgenden Jahrzehnt verstärkt Kartoffeln anzubauen. Die früheste Aufzeichnung eines anerkannten Häuptlings (Siy̓ám̓ – „respektierer Führer/Oberhaupt“) unter den „Squamish (Sḵwx̱wú7mesh)“ war ein Mann namens Xwepelḵínem aus den Fort Langely Journals im Jahr 1827.
Der erste Europäer war jedoch der spanische Kapitän José María Narváez. Erst im nächsten Jahr, 1792, kam George Vancouver zum Burrard Inlet. Vancouver stellte nicht nur bei verschiedenen Gelegenheiten die Nachwirkungen der Pockenepidemie fest, sondern konstatierte für die „Squamish (Sḵwx̱wú7mesh)“, dass bei ihnen das Kupfer in viel höherem Ansehen stand als Eisen.
Die europäischen Händler, die die Pazifikküste aufsuchten, kamen zunächst wegen der Fischotterpelze, die sie in China mit enormen Gewinnmargen weiterverkaufen konnten. Sie lieferten dafür Metalle und andere Waren, dazu Waffen. Die Erträge und die Musketen veränderten die Machtverhältnisse zwischen den Stämmen sehr deutlich. So verbündeten sich die Snuneymuxw (Nanaimo), Saanich (W̱SÁNEĆ), Songhees (Lək̓wəŋən), Esquimalt (Xwsepsum), Musqueam (Xwməθkwəy̓əm) und „Squamish (Sḵwx̱wú7mesh)“ gegen die Indianerstämme, die auf Raub und Sklavenjagd ausgingen, wie den Comox (K’ómoks), Haida (X̱aayda), Heiltsuk (Haíɫzaqv) und insbesondere den Ligwilda'xw (Laich-kwil-tach). In der Maple Bay (Hwtl'upnets) lockten sie sie in eine Falle und besiegten ihre indianischen Gegner in der Schlacht von Hwtlupnuts (Maple Bay) um 1840. Das größte Stammesbündnis der Geschichte Westkanadas griff auch 1843 Fort Victoria an. Ihr Anführer Tzouhalem, Häuptling der Cowichan (Quw’utsun Mustimuhw/Quw’utsun Hwulmuhw), erklärte sich allerdings zu einem Friedensschluss bereit.
Während des Krimkriegs kehrten die Briten in das Gebiet der „Squamish (Sḵwx̱wú7mesh)“ zurück. Sie schlossen ein Verteidigungsbündnis mit dem Stamm, der im Fall eines russischen Angriffs das Nordufer des Burrard Inlet verteidigen sollte. Die Briten wollten das Südufer übernehmen. Der erwartete Angriff blieb jedoch aus. Im Jahr 1858 galten die Häuptlinge namens Ḵ'iyápalanexw/Giyeplénexw (wörtlich: „Volk von Ḵ'iyáp/Giyep“, vermutlich trug er den Häuptlingstitel TE Kiapila'noq (Capilano)), der sowohl mit „Squamish (Sḵwx̱wú7mesh)“ als auch mit „Musqueam (Xwməθkwəy̓əm)“ familiär und politisch verbunden war, und X̱ats'alánexw (auch als August Jack Khatsahlano bekannt; der anglisierte Begriff Kitsilano leitet sich vom Häuptlingsnamen ab) als hoch angesehene Siy̓ám̓.

### Goldrausch, Missionierung, Reservat
Mit dem Cariboo-Goldrausch ab 1858, der Zehntausende von Goldsuchern in die Region brachte, brach das vergleichsweise friedliche Zusammenleben ab. Das galt mit einer gewissen Verzögerung auch für das Gebiet der „Squamish (Sḵwx̱wú7mesh)“, wo 1873 der erste Siedler ankam. „Navvy Jack“ Thomas baute das erste Haus im heutigen West Vancouver und heiratete die Tochter eines „Squamish (Sḵwx̱wú7mesh)“-Häuptlings. Das verpflanzte und stark umgebaute Haus steht heute an 1768 Argyle Street.
1876 wurde die erste Zählung unter den „Squamish (Sḵwx̱wú7mesh)“ der Siedlung „Xwayxway“ im heutigen Stanley Park durchgeführt. Sie ergab eine Anzahl von rund 80 dort lebenden Stammesmitgliedern. Ihr Häuptling war Khay-Tulk/Khaytulk (auch: Supple Jack genannt) aus der Siedlung „Chaythoos“, der Sohn des Häuptlings X̱ats'alanexw (anglisiert:Khahtsahlano/Khahtsahlanogh) von der Siedlung „Senakw“ (alias Snauq/Sun'ahk). Am 27. November 1876 wurde den „Squamish (Sḵwx̱wú7mesh)“, wie in diesen Jahren allen Indianerstämmen Kanadas, ein Reservat zugewiesen. Der Häuptling wurde am 12. Februar 1879 von Pater N. Gregane getauft. 1884 wurde eine katholische Kirche in Ustlawn village geweiht, dem indianischen Missionsdorf in North Vancouver. Die Kirche „Sacred Heart“ ersetzte eine seit 1868 bestehende Kapelle, die diejenigen „Squamish (Sḵwx̱wú7mesh)“ gebaut hatten, die zum Katholizismus übergetreten waren. Seit 1910 heißt sie St. Paul's.
1892 kam es zu neuen Verhandlungen um das Kahpil-lak-no Creek Indian reserve am Burrard Inlet. 1895 wurden kleinere Veränderungen am Capilano Indian reserve 5 vorgenommen. Im Jahr 1900 gab Häuptling X̱ats'alanexw (auch: August Jack Khatsahlano, *16.07.1877 - †05.06.1971) ein Potlatch, bei dem er neben zahlreichen anderen Geschenken 100 Decken verteilte, um an die Übertragung der Häuptlingswürde an ihn zu erinnern, die wenige Jahre zuvor stattgefunden hatte.
Inzwischen war aus dem 400-Seelen-Ort Vancouver innerhalb von nur sechs Jahren (1885 bis 1891) eine Stadt von 13.000 Einwohnern geworden. Der Holzeinschlag begann Ende der 1890er Jahre, doch die Pferdefuhrwerke ließen nur geringe Holzlieferungen zu. Das änderte sich 1926, als Merrill & Ring, eine US-amerikanische Gesellschaft, mit großem Maschineneinsatz die Holzindustrie ins Gebiet der „Squamish (Sḵwx̱wú7mesh)“ brachte.
Währenddessen wurden Teile des „Squamish (Sḵwx̱wú7mesh)“-Lands verkauft. Erst 1923 amalgamierten die verschiedenen Hausgruppen (Úxwumixw – „Dorf“, „Volk“) zu einem Stamm.

### Zwangsassimilation
Wie überall in Kanada, so drängte man die Kinder der Indianer im Zuge einer Zwangsassimilation in internatartige Schulen. Die für die „Squamish (Sḵwx̱wú7mesh)“ vorgesehene Residential School war die St. Pauls Residential School im Dorf Eslha7an in North Vancouver, wo auch die älteste Kirche British Columbias steht, die St. Pauls-Kirche. Einige Kinder gingen allerdings auch in die Schule nach Sechelt. Die Schule in Eslha7an wurde 1898 eingeweiht und war zunächst eine Indian Boarding School. Sie wurde 1959 abgerissen.

### Su-á-pu-luck (Joseph Capilano)
Der berühmteste „Squamish (Sḵwx̱wú7mesh)“-Häuptling wurde Su-á-pu-luck, bekannter unter dem Namen Jo Capilano. Su-á-pu-luck, geboren um 1854 in Yekw’ts (bei Squamish), war der Sohn des Letekwámcheten. Jo Capilano war berühmt dafür, dass er gegen die aus dem Norden eindringenden Ligwilda'xw (Laich-kwil-tach)-Krieger aus dem Kwakwaka'wakw-Territorium gekämpft hatte. Er wurde in einer der katholischen Missionen geboren und hatte zusammen mit seiner Frau Mary Agnes Líxwelut, zwölf Kinder. Als er sie am 21. Mai 1872 heiratete, ließ er sich taufen. Die beiden lebten in der katholischen Mission North Vancouver.
Als Häuptling Láwa 1895 starb, setzte sich Pater Paul Durieu dafür ein, dass Su-á-pu-luck sein Nachfolger wurde. Ein Teil des Stammes widersetzte sich jedoch dem christlichen Häuptling und zog in das westlich gelegene Capilano-Reservat. Su-á-pu-luck bekehrte einige der „Squamish (Sḵwx̱wú7mesh)“ und ließ eine Kirche bauen. Er reiste bald über die Vancouver-Insel und predigte dort. Su-á-pu-luck war der gewählte oberste Siy̓ám̓ (Häuptling) des „Squamish (Sḵwx̱wú7mesh)“-Stammes des Howe Sound und Burrard Inlet mit der Hauptsiedlung an der Mündung des heutigen Capilano River (vormals Homulcison Creek genannt) und trug den erblichen Häuptlingstitel TE Kiapila'noq. Der dort siedelnde „Squamish (Sḵwx̱wú7mesh)“-Stamm war daher als Giyeplénexw/Ḵ'iyápalanexw (anglisiert zu: Kiapilanough – „Volk von Giyep/Kiap“) bekannt. „Capilano“ ist somit die englische Adaption eines „Sḵwx̱wú7mesh snichim“-Wortes für einen Häuptlingstitel sowie eines „Squamish (Sḵwx̱wú7mesh)“-Stammes und nicht einer individuellen Person; Jo Capilano hatte die Funktion und Autorität eines “TE Kiapila'noq”, sein Eigenname lautete jedoch weiterhin Su-á-pu-luck. Ein bekannter früherer Häuptling des „Giyeplénexw“-Stammes war Chief George Capilano, der laut Überlieferung 1782 Captain Cook traf und der erste war, der Captain Vancouver am 14. Juni 1792 in Burrard Inlet willkommen hieß und eskortierte.
Doch zugleich wehrte er sich zunehmend gegen Landenteignungen und die Einschränkungen, die die Jagd und den Fischfang immer schwerer machten. Doch der Erfolg war gering. Daher entschloss er sich 1906, an der Spitze einer Delegation – zusammen mit Basil David von den Shuswap (Secwepemc) und Chillihitza von den Okanagan (Syilx) – nach England zu reisen, um sich mit König Edward VII. zu treffen und ihm eine Petition zu überreichen. Die drei waren auf gemeinsamen Treffen der First Nations ausgewählt worden. Traditionell erhielt der Führer der Delegation den Titel eines TE Kiapila'noq – anglisiert zu „Capilano“, der einem herausragenden Führer bei den „Squamish (Sḵwx̱wú7mesh)“ und „Musqueam (Xwməθkwəy̓əm)“ zugesprochen wird. Daher ist er unter dem Namen Joe Capilano bekannt geworden. Bei den „Squamish (Sḵwx̱wú7mesh)“ hieß er weiterhin Su-á-pu-luck. Die Delegation reiste nach Ottawa, wo sie Premierminister Sir Wilfrid Laurier traf, von dort weiter nach London. Der Canadian High Commissioner, Lord Strathcona arrangierte die Audienz am 3. Juli.
Die Petition führte auf, dass das Recht der Indianer an ihrem Land nie erloschen sei, dass Siedler auf ihr Land drängten, ohne um Genehmigung zu bitten, dass Forderungen an die kanadische Regierung fruchtlos seien, und dass die Indian Agents die Indianer – die kein Wahlrecht hatten – nicht einmal dann befragten, wenn es direkt um ihre Angelegenheiten ging.
Bei seiner Rückkehr wurde Su-á-pu-luck begeistert empfangen. Abgesehen von der Öffentlichkeitswirkung, dem freundlichen Empfang durch den König, der Übergabe der Petition, musste er jedoch mitteilen, dass die Verhandlungen mit Ottawa geführt werden mussten, nicht mit dem König. Dennoch hatten die First Nations erstmals den Protest gegen ihre schlechte Behandlung selbst in die Hand genommen. Su-á-pu-luck selbst zog aus der mangelnden Unterstützung der katholischen Geistlichen die Konsequenz, dass er ihnen mitteilte, sie seien in seinem Gebiet nicht mehr willkommen.
1908 reiste Su-á-pu-luck erneut nach Ottawa, warb aber auch am Skeena River dafür, dass die dortigen Stämme ihre Angelegenheiten selbst in die Hand nehmen mussten. Die Zeitungen in Kanada betrachteten ihn zunehmend als Unruhestifter und verlangten seine Bestrafung. Als er am 10. März 1910 starb, erschienen alle Stammesführer der Lower Mainlands und von Vancouver Island zu seiner Beerdigung im Capilano-Reservat.
1911 erschienen in Vancouver die Legends of Vancouver von Emily Pauline Johnson (1861–1913), einer Poetin und Tochter von George Henry Martin Johnson (Onwanonsyshon) (*07.10.1816 – †19.02.1884), einem Mitglied des Wolfs-Clans und gewähltem Erbhäuptling der Mohawk der Six Nations of the Grand River First Nation in Kanada. Sie hatte „Joe Capilano“ während seiner Reise nach London dort kennen gelernt und 1907 begonnen, sich für die Sache der Indianer einzusetzen.
Trotz gewisser Erfolge mussten die Kitsilano-„Squamish (Sḵwx̱wú7mesh)“ (benannt nach X̱ats'alánexw, einem hoch angesehenem Häuptling bzw. Siy̓ám̓ – „respektierer Führer/Oberhaupt“) ihr Reservat bei Vancouver räumen. Währenddessen wuchsen nun auch die Orte nördlich von Vancouver rapide an. North Vancouver hatte 1910 bereits rund 5000 Einwohner.

### Die Entstehung der Squamish Nation
Die ursprünglich 16 Squamish (Sḵwx̱wú7mesh snichim)-sprechenden „Hausgruppen (Úxwumixw)“ vereinbarten nach zehnjährigen Verhandlungen am 23. Juli 1923 den Zusammenschluss; die heutige Bezeichnung als Squamish Nation (Skwxwú7mesh Úxwumixw) weist auf die diverse Herkunft hin. Der Zusammenschluss der verschiedenen „Hausgruppen (Úxwumixw)“ wird seitens der „Squamish (Sḵwx̱wú7mesh)“ metaphorisch als Köcher (Chíyax̱w) der Squamish Nation (Skwxwú7mesh Úxwumixw) bezeichnet – ein Behälter für Pfeile, der die Squamish Nation (Skwxwú7mesh Úxwumixw) zusammenhält und gleichzeitig die Pfeile enthält, die die einzelnen „Hausgruppen (Úxwumixw)“ repräsentieren und durch diese die Nation und das Land führt, versorgt und schützt.
Das schnelle Wachstum der Stadt Vancouver bedrohte zunehmend ihre Existenzgrundlage, führte zu Verdrängungsprozessen, und damit wurde deutlich, dass nur ein gemeinsames Vorgehen das Überleben sichern konnte. Erhebliche Teile des Stammesgebietes sind verpachtet, doch selbst die nicht verpachteten Gebiete bleiben gefährdet. Sie sind von Straßen, Brücken, Kraftwerken und Eisenbahnlinien zerschnitten.
Seit den 1960er Jahren begann ein Projekt der Wiederbelebung, zunächst der Sprache. Das so genannte BC Language Project unter Leitung von Randy Bouchard and Dorothy Kennedy begann die Sprache zu dokumentieren und ein angemessenes Schriftsystem zu entwickeln. Inzwischen wird die Sprache wieder ab dem Kindergarten unterrichtet und beginnt die Zweitsprache Französisch zu verdrängen.
1982 verabschiedete die Provinzregierung einen Managementplan für den überlasteten Squamish River, konsultierte aber wiederum die „Squamish (Sḵwx̱wú7mesh)“ nicht. Dabei stellte der Ausbau des Tiefwasserhafens vor Vancouver eine weitere Herausforderung dar.
1992 entwickelten die „Squamish (Sḵwx̱wú7mesh)“ einen eigenen Squamish Estuary Development Plan. 1996 begannen die Verhandlungen mit BC Rails, einem der Betreiber des Hafens und der Provinzregierung, die schließlich in einen Vertrag mündeten. Dabei erhielten die „Squamish (Sḵwx̱wú7mesh)“ an einigen Stellen ein Drittel des Landes – für einen symbolischen Preis –, dazu das Recht, später mehr davon zu erwerben.
Seit 1993 stehen die „Squamish (Sḵwx̱wú7mesh)“ mit British Columbia in Vertragsverhandlungen (BC Treaty Process). 1995 erreichten sie die dritte von sechs Stufen.
Im Rahmen des Settlement Agreements bot der Staat Kanada den „Squamish (Sḵwx̱wú7mesh)“ eine Kompensation von 92,5 Millionen CAD an. Robert Nault, Minister des Department of Indian Affairs and Northern Development war im Jahr 2000 für die Überreichung zuständig.
2001 schlossen die „Squamish (Sḵwx̱wú7mesh)“ mit ihren ehemaligen Nachbarn, den Lillooet/Lil’wat People bzw. Lil’wat (Lil̓wat7úl) einen Vertrag zur gegenseitigen Unterstützung.
Um ihre Interessen gegenüber der Regierung zu vertreten, mussten sie jedoch erst einmal – entsprechend ihrer eigenen Kommunikationsweise – durch Befragungen eruiert werden. Im Rahmen einer Aboriginal Interest Use Study wurden die Älteren über Traditionen befragt, aber auch die Art und Weise der aktuellen Nutzung (Fischerei, Jagd, Sammeln, spirituell bedeutsame Plätze usw.) wurde niedergeschrieben. Die daraus entstandene Karte ist nun kompatibel mit einer Art Flächennutzungsplan der Regierungsstellen.
Insgesamt gelten die „Squamish (Sḵwx̱wú7mesh)“, die mitten in der Boomregion Metro Vancouver leben, als ökonomisch vergleichsweise erfolgreich. Sie beschäftigen inzwischen rund 350 Mitarbeiter.
Angesichts der auf ihrem Gebiet und dem der St'at'imc (Lower St'at'imc) und anderer Salish-Stämme geplanten Olympischen Winterspiele 2010, wehrt sich ein Teil des Stammes, vor allem das Native Youth Movement, gegen die Enteignung des von ihnen beanspruchten Gebiets („No Olympics on Stolen Land“). Die Führer der so genannten vier gastgebenden Stämme, die „Squamish (Sḵwx̱wú7mesh)“, die Lil’wat (Lil̓wat7úl), die Musqueam (Xwməθkwəy̓əm) und die Tsleil-Waututh (Səl̓ilw̓ətaʔɬ), hingegen unterstützen die Olympischen Spiele und hofften Gewinne daraus zu ziehen.

## Reservat
Die Squamish leben vor allem im Reservat Mission 1, das allerdings nur 59,6 ha groß ist. Cheakamus 11 am Zusammenfluss von Cheakamus und Squamish River umfasst hingegen 1639,4 ha. Dazu kommen 22 weitere Reservate, vor allem am Burrard Inlet (mehr als 250 ha), am Ufer des Squamish und des Howe Sound, sowie auf den Inselchen Defence Island und Keats Island.